# Batalla de Endor
La batalla de Endor fue una campaña ficticia que tuvo lugar en el episodio VI de la saga Star Wars titulado Return of the Jedi. Fue el último y el mayor de los enfrentamientos de la Guerra Civil Galáctica entre la Alianza Rebelde y el Imperio Galáctico. En el siguiente episodio, El despertar de la Fuerza, la guerra continuó a través de nuevas instituciones: la Nueva República y la Primera Orden. 
Según el universo expandido la Guerra Civil concluyó antes del episodio VII, aunque después de la batalla de Endor, concretamente con los Acuerdos de Bastión en el año 19 dBY.
También se refleja en la película Ewoks: La Batalla por Endor, lanzada para televisión en 1985 y dirigida por Jim y Ken Wheat, ambientada en el universo de Star Wars.

## Preludio
El preludio a esta batalla sucedió cuando la Alianza tuvo conocimiento de que el Imperio estaba construyendo una segunda Estrella de la Muerte bajo la supervisión de Moff Jerjerrod. El comando central de la Alianza descubrió que en esta nueva estación se había corregido la falla en el diseño original que la Alianza había aprovechado en la batalla de Yavin, y se decidió que la estación debería ser destruida antes de entrar en operación.
Pese a la muerte de muchos espías bothan, se supo que la estación especial orbitaba la luna de Endor y que, aunque la estación era protegida por un campo de fuerza proyectado desde una base en la luna, sus armas "aún no eran operacionales". Además, consiguieron averiguar que el Emperador mismo supervisaría la finalización de las obras. Destruir la estación con Palpatine a bordo daría un golpe mortal al Imperio.
Con semejante oportunidad, la Alianza planeó un ataque en dos frentes. Un escuadrón comando liderado por el general Han Solo descendería en la luna en una nave imperial robada e inutilizaría el proyector del campo de fuerza. Esto permitiría que la flota rebelde atacase y destruyese la estación espacial. Mientras tanto, la flota rebelde se reuniría cerca del planeta Sullust.
Palpatine había elaborado una estrategia para mantener un gran destacamento cerca de Endor para proveer seguridad y apoyo a la Segunda Estrella de la Muerte, ya que la mayoría de la Flota Imperial se encontraba dispersa por toda la galaxia tratando de encontrar y eliminar a los rebeldes. Sin saberlo, los rebeldes estaban cayendo en una trampa ideada por el mismísimo Emperador, quien había plantado información falsa para atraer a los rebeldes (había ocultado el hecho que los sistemas de armamento principales ya eran operacionales).

## La campaña
La Batalla de Endor tuvo tres momentos armamentísticos en su desarrollo: la Batalla de Luna boscosa de Endor, la Batalla Espacial de Endor y la Batalla de la Segunda Estrella de la Muerte. Cada una de estas batallas diferentes estuvo comandada por uno o varios líderes.

### Batalla de la Luna boscosa de Endor
Los rebeldes mordieron el anzuelo y los comandos, liderados por el General Solo, fueron capturados en la base lunar mientras la flota era atrapada por la Armada Imperial, que tenía órdenes de mantener sus posiciones e impedir que los rebeldes escaparan. Empeorando la situación, el superláser de la Estrella de la Muerte entró en acción destruyendo a los cruceros rebeldes.
Pero sin que lo supiera el Emperador, los comandos rebeldes se habían aliado con la tribu nativa de la luna, los Ewok. Sus guerreros tomaron por sorpresa a los stormtroopers imperiales poco después que estos capturaron a los rebeldes. Tras la sorpresa inicial, el Imperio recuperó la ventaja y sus escuadrones tomaron posiciones y comenzaron a utilizar tácticas antiguerrilla para confundir y destruir al enemigo. Pese a estar "tremendamente" superados en número por los nativos, la legión de stormtroopers obligó a que los Ewok se retirasen al bosque, mientras que los AT-ST aniquilaban a los puestos y defensas construidas por los Ewok.
Sin embargo, un grupo de Ewoks conducido por Chewbacca logró capturar a un AT-ST y la ventaja comenzó desaparecer cuando este fue utilizado para deshacerse de tropas aisladas y otros tanques imperiales. Al ver esto, los Ewok restantes, que habían estado retirándose hacia el bosque, duplicaron sus esfuerzos cubiertos por el AT-ST robado, lo que les permitió accionar un cierto número de trampas, primitivas pero increíblemente efectivas, que habían preparado.
Como el búnker se había cerrado para evitar a los intrusos, los rebeldes eran incapaces de ingresar y destruir el generador del escudo. Han Solo se disfrazó de un piloto de AT-ST y engañó al personal del búnker para que abrieran las puertas. De este modo, los rebeldes infiltraron el edificio imperial y lo destruyeron, eliminando a su vez el campo de fuerza de la Estrella de la Muerte.

### Batalla Espacial de Endor
El general Lando Calrissian y el almirante Ackbar se situaron cerca de la flota imperial para ganar tiempo, pero la condición era crítica. El terrible descubrimiento de que la estación podía disparar su arma principal con una velocidad y precisión mayores que antes los tomó desprevenidos, y era prácticamente inevitable que la Segunda Estrella de la Muerte fuese a exterminar a toda la flota.
La única opción para la Alianza era enfrentar a la flota de Destructores Estelares imperiales a corta distancia. Esta táctica probó tener un alto costo (muchas naves fueron destruidas), con los Cruceros Mon Calamari demostrando estar a la altura de los Destructores Estelares. Al encarar a la Flota Imperial de este modo, los rebeldes tuvieron una la posibilidad de luchar y causar algún daño al mismo tiempo que permanecían más o menos protegidos por la proximidad de ambas flotas e impidiendo que la Estrella de la Muerte pudiese dispararles por miedo a destruir navíos imperiales. Pese a la ventaja numérica de la Flota Imperial, los rebeldes consiguieron provocar graves daños en su ataque.
La táctica imperial de acosar a las naves enemigas con Cazas TIE fue ineficiente; los cazas rebeldes se encontraban escudados y sus pilotos tenían mejor entrenamiento. Los pilotos imperiales estaban entrenados para luchar en líneas estrictas de batalla, una condición que desapareció con este movimiento táctico.

### Batalla de la Segunda Estrella de la Muerte
Aprovechando la situación, seis cazas rebeldes atacaron la Estrella de la Muerte. Dos Ala-X, dos Ala-A, un Ala-Y y el Halcón Milenario penetraron en la estructura incompleta de la Estrella de la Muerte, rumbo a su generador principal. Varios cazas e interceptores TIE los persiguieron y destruyeron a algunos de los rebeldes. Dos Ala-A y el Ala-Y regresaron al exterior de la estación para atraer a los imperiales lejos del Halcón Milenario y el Ala-X de Wedge Antilles.
Para evitar que nuevas naves imperiales se concentraran en los cazas rebeldes dentro de la Segunda Estrella de la Muerte, Ackbar ordenó un asalto concentrado en la nave insignia imperial, el Ejecutor, obligando a la flota imperial a defenderla. Tras recibir graves daños, el generador del campo de fuerza del puente del Ejecutor fue destruido. Los motores de la nave perdieron eficacia como resultado de la destrucción de las computadoras de mando, y el navío a la deriva fue atraído por el centro de gravedad de la Segunda Estrella de la Muerte, estrellándose en su superficie antes que su tripulación pudiese retomar el mando del timón en el puente secundario.
Mientras tanto, Moff Jerjerrod había recibido órdenes del Emperador de destruir la luna de Endor en caso de que los rebeldes consiguiesen desactivar el escudo. Al mismo tiempo que la Estrella de la Muerte comenzaba a apuntar su arma principal hacia su objetivo, los cazas rebeldes se abalanzaban rumbo al reactor.
Mientras, el Emperador, quien intentaba volver al joven pretendiente a Caballero Jedi Luke Skywalker al Lado Oscuro de la Fuerza, era asesinado por Darth Vader para salvar a su hijo. Desafortunadamente, este último acto acabó en sacrificio, cumpliendo con la profecía del Elegido. Vader, renacido como Anakin Skywalker, libre del Lado Oscuro que lo había consumido a lo largo de la Guerra Civil Galáctica, murió en brazos de su hijo antes que pudiesen abordar su cápsula de escape. Entre tanto, Lando Calrissian y Wedge Antilles se aproximaban al reactor principal y lo hacían explotar junto con el generador de la Estrella de la Muerte utilizando misiles de concusión y torpedos de protones; la explosión provocó una reacción en cadena que destruyó la estación. Luke pudo escapar en la nave de Vader justo antes de la explosión.
Luego de la batalla, los oficiales rebeldes celebraron el triunfo en la luna de Endor en la aldea de los Ewok.

## Las flotas
Las fuerzas imperiales en Endor consistían en al menos treinta y cuatro Destructores Estelares clase Imperator, uno clase Tector, uno clase Ejecutor y un crucero de comunicaciones. Había amplio apoyo por parte de los cazas de la flota imperial y, posiblemente, de la misma Segunda Estrella de la Muerte. Entre estos cazas podían contarse varios Cazas TIE, la mayoría, Interceptores TIE, divididos en pequeños escuadrones. También había muchos pilotos a bordo de la Estrella de la Muerte, estacionados como unidades de reserva en caso de que la batalla se volviera en su contra.
Las naves principales de la Alianza Rebelde eran los navíos de guerra Mon Calamari. El inmenso Home One era la nave insignia del Almirante Ackbar. Otros cruceros estelares incluyeron al Liberty, el Defiance y muchas otras naves Mon Calamari. En la flota rebelde también había numerosas fragatas, corbetas y brulotes. Los cazas de avanzada rebelde fueron divididos en cinco escuadrones (Rojo, Verde, Azul, Gris y Oro), quienes liderarían el asalto sobre el reactor principal de la Estrella de la Muerte mientras otros enfrentaban al Ejecutor.

## Universo expandido
En el universo literario expandido de Star Wars se revelan más detalles sobre la batalla.
Allí, se descubre que el Gran Almirante Teshik había escapado de la destrucción de la Segunda Estrella de la Muerte. Tras la destrucción del Ejecutor, el mando debió haberle sido transferido por el Almirante Piett. Gilad Pellaeon, el oficial superviviente de más alto rango del Quimera, ordenó en forma inexplicable e ilegal la retirada de Endor. Esta orden es por demás curiosa: pese a la pérdida del Ejecutor, la ventaja en número y capacidad de los Destructores Estelares debieron haber permitido a la Flota Imperial mantener su presencia y, posiblemente, incluso dar un giro a la batalla contra los rebeldes. Es probable que los imperiales hubieran perdido más naves previo a la orden de retirada emitida por Pallaeon. Aún más curioso fue que la orden hubiese sido acatada por todos. La batalla fue una victoria para los rebeldes.
El Gran Almirante Thrawn propuso luego la teoría que, después de la muerte del Emperador Palpatine, desapareció la meditación de batalla que él ejercía sobre las tropas por medio de la Fuerza y la capacidad de combate de la Armada Imperial se redujo notablemente, posibilitando el triunfo de los rebeldes. Thrawn tenía razón respecto a que la destrucción de la Segunda Estrella de la Muerte y la desaparición de la meditación de batalla tuvieron consecuencias en la efectividad de la Flota, aunque estaba errado en cuanto a la identidad del mediador: la meditación de batalla es un talento extremadamente raro del cual Palpatine carecía, pero el Gran Almirante Nial Declann sí lo poseía. La concentración de Declann se interrumpió cuando presintió la muerte del Emperador. Declann acudió al salón del trono y examinó la habitación completamente, el Emperador había muerto en pozo del reactor hacía tan solo unos minutos. El Gran Almirante Declann murió poco después cuando la Segunda Estrella de la Muerte explotó.
Según la novelización de Return of the Jedi, Moff Jerjerrod estaba preparándose para destruir la luna de Endor cuando los cazas alcanzaron el reactor. Esto es probable ya que, en la película, el superláser emite un destello justo antes que la estación explote (lo que indica un mal funcionamiento) y la Estrella de la Muerte parecería haber sido reposicionada apuntando al planeta.
Teshik no se retiró con el resto del escuadrón imperial y siguió combatiendo durante tres horas más hasta que su nave insignia, el Eleemosynary, fue capturada. Más tarde fue juzgado y ejecutado por la Alianza Rebelde por «atrocidades inhumanas cometidas contra los ciudadanos de la galaxia».
Si los rebeldes hubieran fallado en destruir la estación, las consecuencias habrían sido mucho peores de lo que imaginaban. Años antes, el droide asesino IG-88 se estuvo preparando para lanzar una revolución robótica. El último modelo sobreviviente, IG-88A, construyó un duplicado del procesador central de la Segunda Estrella de la Muerte y lo utilizó para reemplazar al verdadero, descargando su mente en el procesador. Cuando los técnicos imperiales instalaron el procesador, IG-88A se convirtió literalmente en la Segunda Estrella de la Muerte, obteniendo acceso y control sobre todos los sistemas. Aunque nadie del personal imperial lo sabía, Palpatine comenzó a sospechar su presencia cuando varias puertas de su salón del trono empezaron a abrirse y cerrarse al azar. Ante la llegada de los rebeldes, IG-88A disparó el superláser contra la flota rebelde, permitiendo que los imperiales creyeran tener el control (e incluso realizó ajustes para que el arma fuese más precisa). Al mismo tiempo, preparó su transmisor principal para efectuar una transmisión que volvería a todos los droides en contra de sus amos. Luego de haber destruido a la flota rebelde, IG-88A planeaba usar el superláser contra los Destructores Estelares. Antes que el droide asesino pudiera concretar sus planes, el Súper Destructor Estelar Ejecutor había perdido el control y estaba en curso de colisión contra la estación espacial. IG-88 era consciente del Halcón Milenario y los Ala-X que se dirigían al reactor, pero no los consideró una amenaza. Cuando la Segunda Estrella de la Muerte colapsó, perdió toda su energía y la destrucción de la estación borró la consciencia de IG-88A.
Las bajas rebeldes fueron grandes; se perdieron varias naves principales frente a la Segunda Estrella de la Muerte y muchas otras fueron destruidas o dañadas por la batalla con los Destructures Estelares. La Flota Imperial, sin embargo, sufrió muchas más pérdidas contra cazas y naves, posiblemente porque el enfrentamiento a corta distancia producido en la batalla seguramente fue toda una sorpresa para ellos. Los cazas rebeldes demostraron ser muy superiores en términos de capacidad de maniobra y tecnología. La táctica imperial de agobiar en número a sus oponentes fue "ineficiente" y una gran cantidad de cazas TIE fueron destruidos.
El Devastador fue destruido, mientras que el Ajudicator y el Accuser fueron capturados y pasaron al mando rebelde con los nombres de Liberator y Emanciapator.
La desintegración del Imperio Galáctico comenzó poco después de la batalla de Endor, cuando la noticia de la muerte del Emperador fue conocida por todos. Como Palpatine deliberadamente no había planeado la sucesión al trono, varios líderes imperiales comenzaron a establecer sus propios feudos. Esta decadencia se aceleró unos seis años luego de Endor, durante los acontecimientos que rodearon al clon de Palpatine y su posterior derrota. Años más tarde, el pequeño (e ignorado en su mayor parte) Remanente Imperial firmó un tratado de paz, poniendo fin oficial a la Guerra Civil Galáctica.